# Agrostis atroviolacea
Agrostis atroviolacea é uma espécie de gramínea do gênero Agrostis, pertencente à família Poaceae.